# Protothyrium trichiliae
Protothyrium trichiliae är en svampart som först beskrevs av Hans Sydow, och fick sitt nu gällande namn av Arx 1962. Protothyrium trichiliae ingår i släktet Protothyrium och familjen Parmulariaceae.   Inga underarter finns listade i Catalogue of Life.